# Seidenfadenia mitrata
Seidenfadenia mitrata är en orkidéart som först beskrevs av Heinrich Gustav Reichenbach, och fick sitt nu gällande namn av Leslie Andrew Garay. Seidenfadenia mitrata ingår i släktet Seidenfadenia och familjen orkidéer. Inga underarter finns listade i Catalogue of Life.

## Bildgalleri

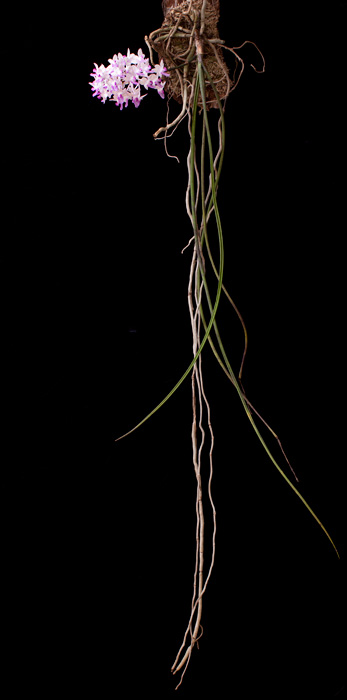
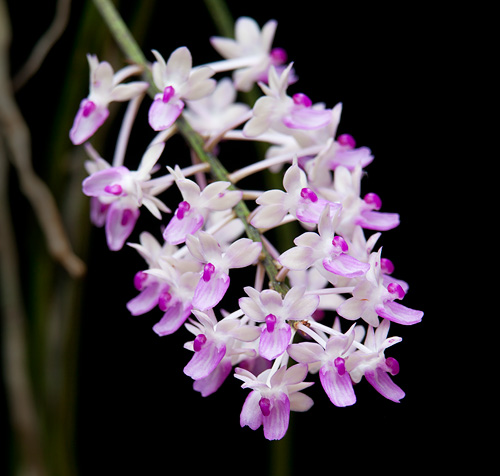